# Spanischer Turm (Darmstadt)
Der Spanische Turm ist ein Bauwerk in Darmstadt.

## Geografische Lage
Der „Spanische Turm“ steht am Westrand des Oberfeldes und gehört zum Park Rosenhöhe.

## Geschichte
Der Turm wurde 1853/54 für Prinz Karl von Hessen-Darmstadt von Balthasar Harres entworfen und unter seiner Leitung errichtet. Er soll Großherzog Ludwig III. und der höfischen Gesellschaft als Aussichtsplattform und Teehaus gedient haben. Die beiden kleineren Nebentrakte wurden – laut Brandkataster – im Jahre 1891 angebaut.
In den 1930er- und 1940er-Jahren wurde der Turm von dem Baumwärter Johannes Koch bewohnt.
Das sanierungsbedürftige Bauwerk stand viele Jahrzehnte leer. 2020 hat ihn die BS Kulturstiftung des Ehepaares Scheinert auf Erbpachtbasis übernommen und mit der Sanierung begonnen. In dem 5.500 m² großen Areal entstand ein Skulpturenpark.

## Denkmalschutz
Aus architektonischen und stadtgeschichtlichen Gründen ist der „Spanische Turm“ ein Kulturdenkmal.